# Lanquetot
Lanquetot is een gemeente in het Franse departement Seine-Maritime (regio Normandië) en telt 1004 inwoners (1999). De plaats maakt deel uit van het arrondissement Le Havre.

## Geografie
De oppervlakte van Lanquetot bedraagt 5,1 km², de bevolkingsdichtheid is 196,9 inwoners per km².
De onderstaande kaart toont de ligging van Lanquetot met de belangrijkste infrastructuur en aangrenzende gemeenten.

## Demografie
Onderstaande figuur toont het verloop van het inwonertal (bron: INSEE-tellingen).